# Катуньчик перлистий
Кату́ньчик перлистий (Leucosticte brandti) — вид горобцеподібних птахів родини в'юркових (Fringillidae). Мешкає в горах Центральної Азії. Названий на честь зоолога Федіра Брандта.

## Опис
Довжина птаха становить 16,5–19 см, вага 26–34 г. Виду не притаманний статевий диморфізм. Забарвлення переважно світло-коричнево-сіре. Спина темніша, ніж покривні пера крил, живіт і гузка, які є сіруватими. Крила чорні зі світло-сірими краями. Голова і шия також чорнуваті. Дзьоб роговий, очі темно-карі.

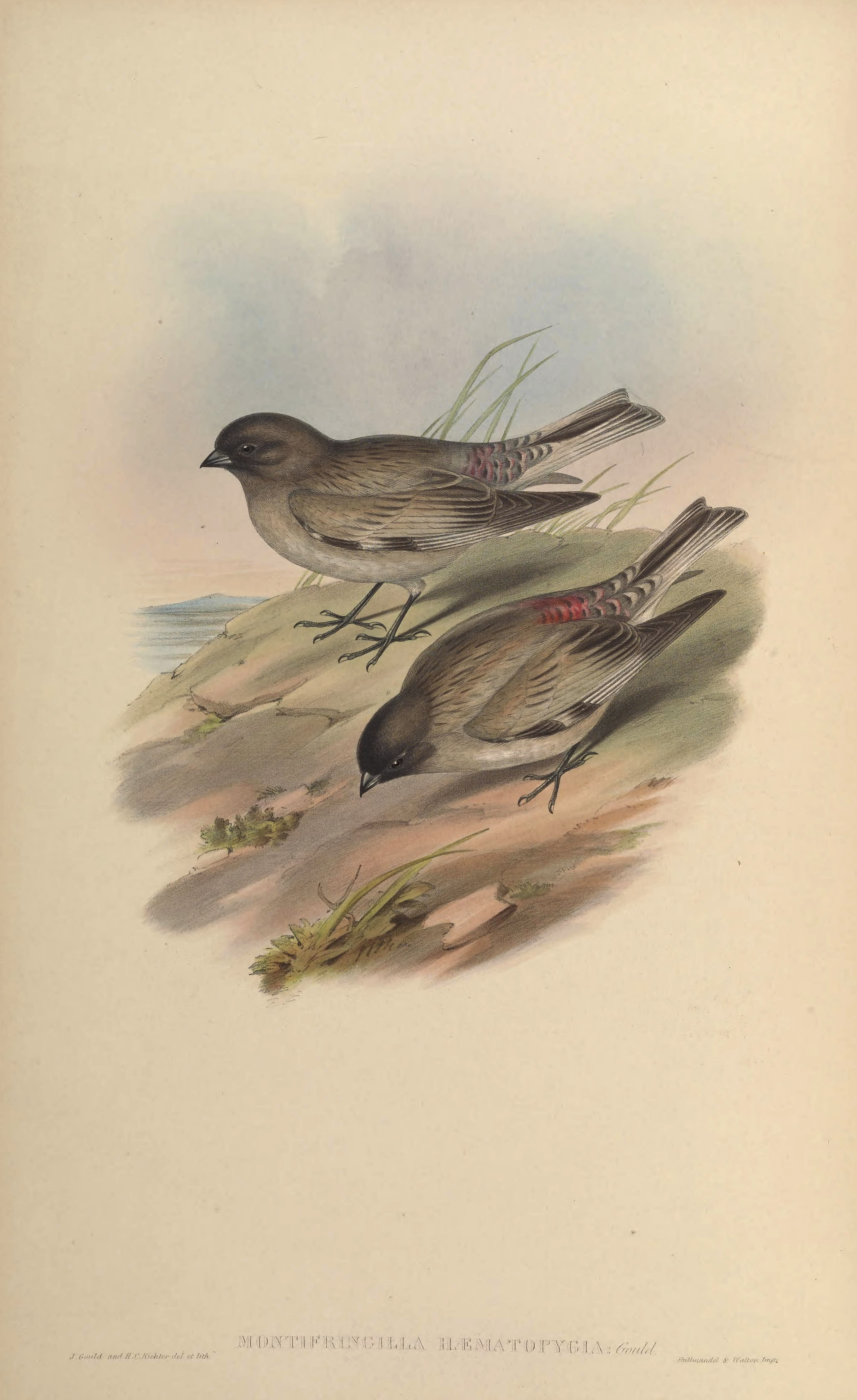
Пара перлистих катуньчиків

## Підвиди
Виділяють сім підвидів:
- L. b. margaritacea (Madarász, 1904) — Алтайські гори, Саяни;
- L. b. brandti Bonaparte, 1850 — Тянь-Шань і гори Джунгарії;
- L. b. pamirensis Severtsov, 1883 — Памір, південь Тянь-Шаню;
- L. b. haematopygia (Gould, 1851) — південні схили Гімалаїв;
- L. b. pallidior Bianchi, 1908 — Куньлунь;
- L. b. intermedia Stegmann, 1932 — центральний Китай (Цинхай);
- L. b. walteri (Hartert, E, 1904) — схід Тибету. південний захід Китаю (Сичуань).

## Поширення і екологія
Перлисті катуньчики поширені в Китаї, Індії, Непалі, Бутані, Монголії, Пакистані, Афганістані, Таджикистані, Узбекистані, Казахстані та Росії. Популяції Алтайських гір і Тянь-Шаню взимку мігрують на південь, популяції Тибету і Гімалаїв є осілими. Перлисті катуньчики живуть в горах і на високогір'ях, гніздяться серед скель і на високогірних луках, на висоті від 4000 до 6000 м над рівнем моря.

## Поведінка
У негніздовий період перлисті катуньчики утворюють великі зграї до 2000 птахів. Вони живляться переважно насінням трав, а також іншими частинами рослин. Влітку іноді харчуються комахами. Сезон розмноження триває з липня по серпень. Гніздо має чашоподібну форму, зроблене з трави, корінців, лишайників і моху, встелене шерстю і пір'ям. Воно розміщується на землі або серед каміння. В кладці 3-5 яєць, інкубаційний період триває 2 тижні. Пташенята покидають гніздо на 3 тиждень. І самці, і самиці піклуються про них ще деякий час.

## Галерея

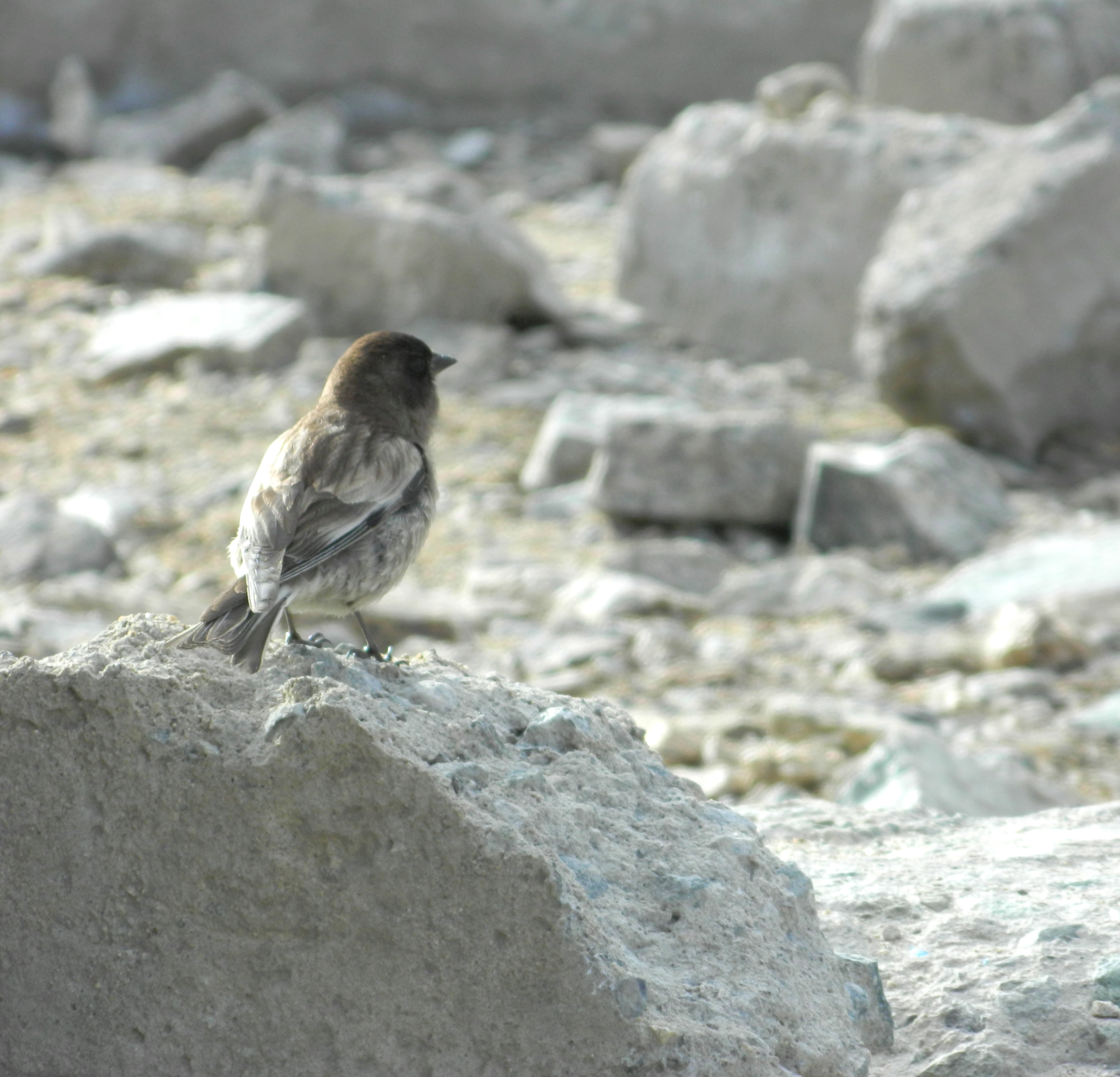
Перлистий катуньчик (Кхардунг-Ла)
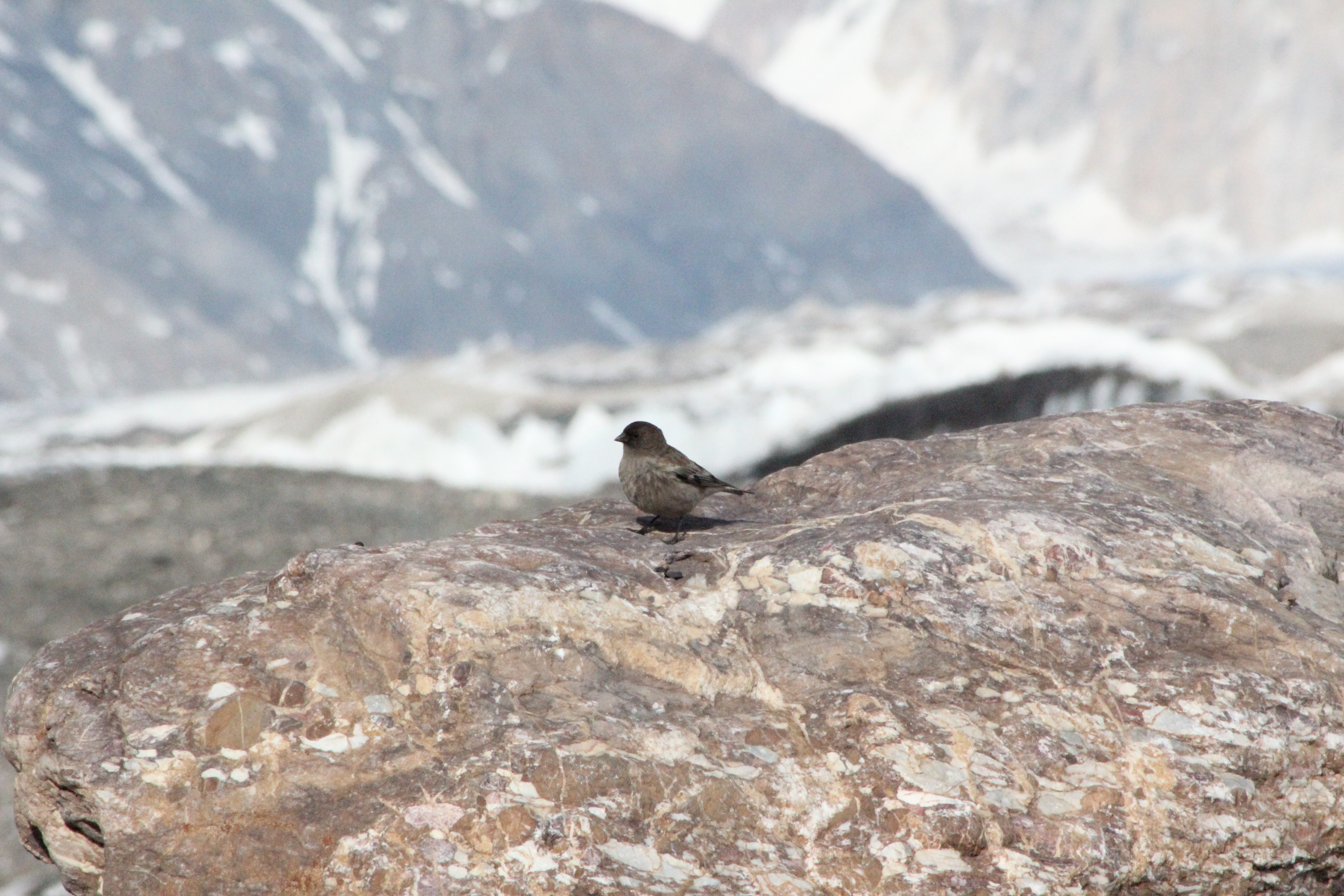
Перлистий катуньчик (Пакистан)
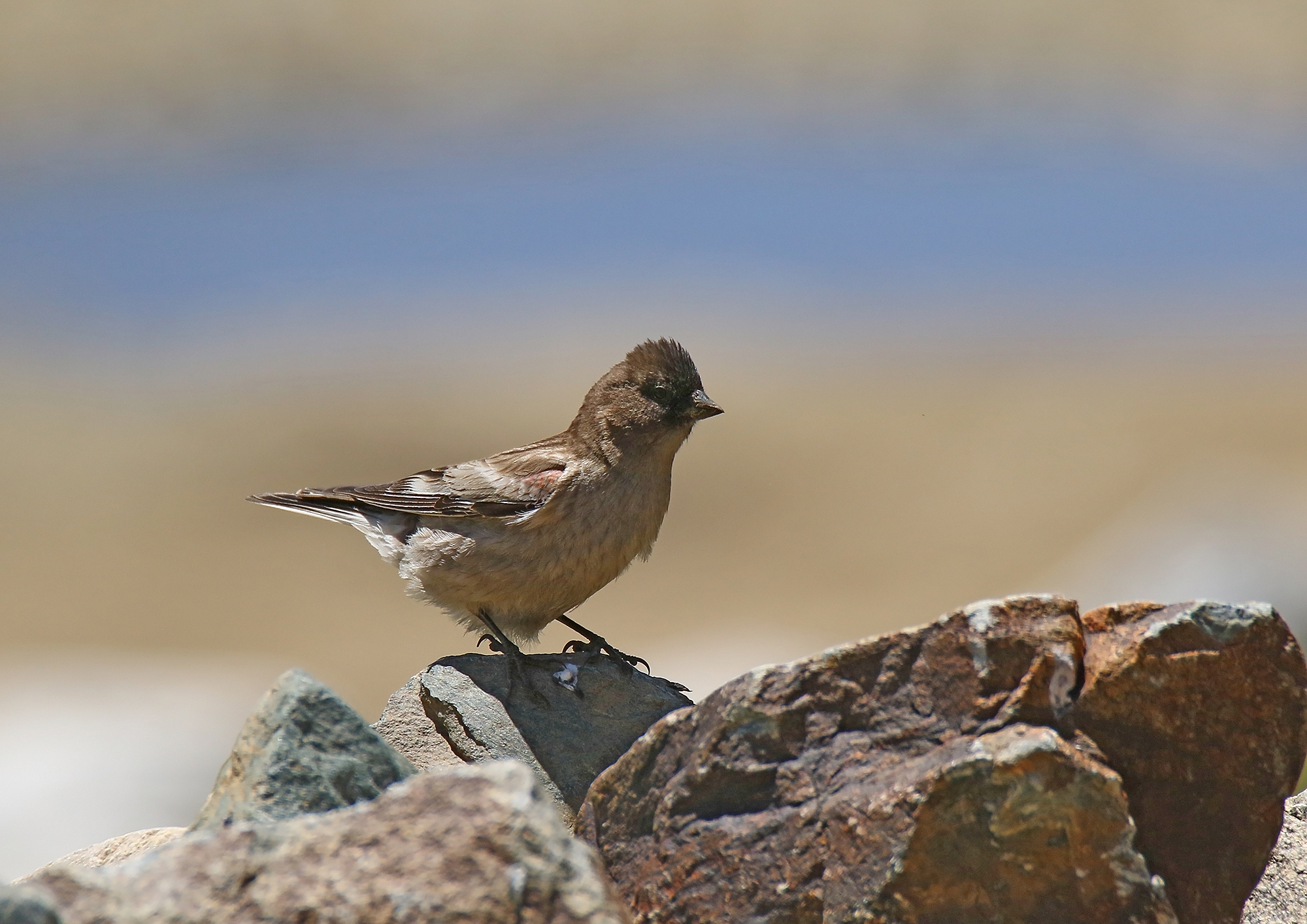
Перлистий катуньчик (Пакистан)